# Raymond Hénault
Pour les articles homonymes, voir Hénault.
Raymond Roland Hénault, né le 26 avril 1949 à Winnipeg, est un général canadien. 

## Biographie
Il s'enrôle dans les Forces armées canadiennes en 1968. Diplômé de l’École supérieure de guerre de Paris et du Collège militaire royal du Canada, à Kingston, il détient un baccalauréat ès arts et un doctorat honoris causa en droit de l’université du Manitoba.
Nommé brigadier-général en 1994, il est ensuite élevé au rang de major-général en 1997, lieutenant-général en 1998 et général en 2004. Il est chef d'état-major de la défense du Canada du 28 juin 2001 au 17 juin 2005.
En novembre 2004, il est choisi comme président du comité militaire de l'OTAN (principal conseiller militaire de l'alliance), fonction qu'il occupe du 17 juin 2005 au 27 juin 2008. C'est la troisième fois qu'un Canadien dirige le comité depuis 1949.

## Distinctions
Il est commandeur de l'Ordre du mérite militaire (CMM), commandeur de la Légion d'honneur (France) et membre servant du Très vénérable ordre de Saint-Jean.